# CR元祿義人傳浪漫
《CR元祿義人傳浪漫》，是高尾於2011年開始發售的彈珠機。全12話。

## 概要
《魯邦三世》的作品已知道是加藤一彥的作品，原始故事的設定是基於彈珠機。「元祿十二刻系統」題目為12種演出模式和搭載了12種Super Ritch。

## 角色
浪漫（浪漫（ロマン））
小春（小春（コハル））
柳澤（柳沢）
安弘（安弘）
孫一（孫一（マゴイチ））
阿國（阿国）

## 規格
| 型式（通稱）                   | 大當たり確率 （通常時→確變中） | 確變突入率         | 賞球數 | 回合、 計算數 |
| ------------------------------ | ------------------------------ | ------------------ | ------ | ------------- |
| STX1（地獄の沙汰も金次第）     | 1/389.9→1/44.1                 | 100%（75回轉限定） | 3&4&10 | 15回合、9計算 |
| STX2（運否天賦は賽の目任せ）   | 1/389.9→1/57.7                 | 100%（75回轉限定） | 3&4&14 | 15回合、9計算 |
| STX3（あえて天下の先とならず） | 1/299.9→1/49.9                 | 100%（75回轉限定） | 3&4&10 | 15回合、9計算 |
| STM（明日は明日の風が吹く）    | 1/129.9→1/37.1                 | 100%（60回轉限定） | 3&4&5  | 15回合、9計算 |
| ZTL（疾風の極意）              | 1/99.9→1/15.63                 | 100%（31回轉限定） | 3&4&10 | 15回合、2計算 |

※全機種的時間并不短。

## 電視動畫

### 角色（動畫版）

#### 主要角色
浪漫（浪漫（ろまん））
配音員：中井和哉
小春（小春（こはる））
配音員：喜多村英梨
萬八萬奏（（よろずはちまん かなで））
配音員：須藤沙織
漢斯．馮．路比路多（ハンス・フォン・ルーベルト）
配音員：松山鷹志
平賀源內（（ひらが げんない））
配音員：緒方賢一
櫻（サクラ）
配音員：安武美雪

#### 其他
鈴木孫一（鈴木孫一（すずき まごいち））
配音員：鈴村健一
阿國（阿国（おぐに））
配音員：内田真礼
柳澤良保（柳沢良保（やなぎさわ よしやす））
配音員：立木文彥
戶川安弘（戸川安弘（とがわ やすひろ））
配音員：鈴木千尋
片桐左之助（片桐 さのすけ（かたぎり さのすけ））
配音員：家中宏
酒井正純（酒井 正純（さかい まさずみ））
配音員：川原慶久
阿部主税（阿部 主税（あべ ちから））
配音員：田尻浩章
小太郎 & 小次郎（小太郎 & 小次郎）
配音員：檜山修之
次郎吉（次郎吉）
配音員：二又一成
謎之提督（謎の提督）
配音員：安元洋貴
康迪（コンティ）
配音員：三浦祥朗
阿凜（お凛）
配音員：宮本佳那子
玄太（玄太）
配音員：三宅麻理惠
茂吉（茂吉）
配音員：田尻浩章

### 工作人員
- 原作 - 高尾
- 角色原案 - 加藤一彥
- 監督 - 小倉宏文
- 系列構成 - 樋口達人
- 角色設計 - 平山智
- 美術設定 - 金平和茂
- 色彩設計 - 宮脇裕美
- 編輯 - 佐野由里子
- 音樂 - 高木洋
- 音樂制作 - 日本古倫美亞
- 生產者 - 海野達也、鵜飼浩史、前山寬邦、寺内勇美、八田紳作、難波秀行、新宿五郎
- 動畫制作 - TMS Entertainment

### 主題歌
片頭曲《RanTiKi》
作詞、作曲、編曲：淺野尚志／歌：雪乃
片尾曲
作詞：須藤壽／作曲：齊藤祐樹／編曲、歌：髭

### 各話標題
| 話數     | 日本標題                     | 中文標題                           | 劇本     | 分鏡           | 演出       | 作畫監督                  |
| -------- | ---------------------------- | ---------------------------------- | -------- | -------------- | ---------- | ------------------------- |
| 第一話   | ババンと小判が、大盤振舞！   | 轟隆一聲天降錢雨，是我的盛情款待！ | 樋口達人 | 小倉宏文       | 原田奈奈   | 平山智                    |
| 第二話   | ニクいアイツが、大盤振舞！   | 那可恨的傢伙，是我的盛情款待！     | 樋口達人 | 丸藤廣貴       | 原田奈奈   | 平山智                    |
| 第三話   | 困った奴らが、大盤振舞！     | 遇上麻煩的他們，是我的盛情款待！   | 樋口達人 | 江上潔         | 江上潔     | 平山智                    |
| 第四話   | ぱつぱつ水着で、大盤振舞！   | 緊繃繃的泳衣，是我的盛情款待！     | 田村安彥 | 木村哲         | 山內東生雄 | 平山智                    |
| 第五話   | 千切って投げて、大盤振舞！   | 切碎了再丟，是我的盛情款待！       | 富岡淳廣 | 木村哲         | 栗本宏志   | 平山智                    |
| 第六話   | 路地裏、穴蔵、大盤振舞！     | 小巷，地窖，是我的盛情款待！       | 北條千夏 | いわもとやすお | 前田美智代 | 平山智                    |
| 第七話   | 人生色々、大盤振舞！         | 各種各樣的生活，是我的盛情款待！   | 田村安彥 | 小倉宏文       | 原田奈奈   | 青野厚司 南伸一郎         |
| 第八話   | ひでぇ面して、大盤振舞！     |                                    | 田村安彥 | 佐佐木忍       | 江上潔     | 高木信一郎 齋藤大辅       |
| 第九話   | ばんばんばばんと、大盤振舞！ |                                    | 樋口達人 | 菊池聰延       | 山內東生雄 | 敦島博英、清水洋 中島里惠 |
| 第十話   | ぽろっと本音で、大盤振舞！   |                                    | 富岡淳廣 | 鍋島修         | 小野田雄亮 | 小澤圓 早川加壽子         |
| 第十一話 | たまげた勝負だ、大盤振舞！   | 意外的勝負，是我的盛情款待！       | 樋口達人 | 亀垣一         | 青柳宏宜   | 齊藤大輔 菅野智之         |
| 第十二話 | 満開！笑顔の大盤振舞！       | 滿開！充滿笑容的盛情款待！         | 樋口達人 | 小倉宏文       | 小倉宏文   | 小澤圓 小山知洋           |

### 播放電視台
日本深夜動畫：下文記載的日本国内播放時間使用日本標準時間（UTC+9）表示。因為部分時間标识會採用30小时制，因此請留意这类超过24:00的时间，其實際播放時間為翌日清晨。
| 播放地區       | 播放電視台   | 播放日期               | 播放時間（UTC+9）          | 所屬聯播網 | 備註           |
| -------------- | ------------ | ---------------------- | -------------------------- | ---------- | -------------- |
| 關東廣域圈     | 東京電視台   | 2013年1月7日 - 3月25日 | 星期一 26時05分 - 26時35分 | 東京電視網 |                |
| 岡山縣、香川縣 | 瀨戶內電視台 | 2013年1月8日 -         | 星期二 26時10分 - 26時40分 | 東京電視網 |                |
| 福岡縣         | TVQ九州放送  | 2013年1月10日 -        | 星期四 27時00分 - 27時30分 | 東京電視網 |                |
| 愛知縣         | 愛知電視台   | 2013年1月10日 -        | 星期四 27時05分 - 27時35分 | 東京電視網 | 高尾本社所有地 |
| 大阪府         | 大阪電視台   | 2013年1月11日 -        | 星期五 26時10分 - 26時40分 | 東京電視網 |                |
| 北海道         | 北海道電視台 | 2013年1月11日 -        | 星期五 27時00分 - 27時30分 | 東京電視網 |                |
| 日本全國       | AT-X         | 2013年1月16日 -        | 星期三 20時00分 - 20時30分 | 衛星電視   | 有重播         |

| 日本 東京電視台 星期一 26:05-26:35 | 日本 東京電視台 星期一 26:05-26:35          | 日本 東京電視台 星期一 26:05-26:35 |
| ---------------------------------- | ------------------------------------------- | ---------------------------------- |
|                                    | CR元祿義人傳浪漫 （2013年1月7日 - 3月25日） |                                    |
| 見習元氣女神                       | 革神語                                      |                                    |

## 外部連結
- （日語）CR元祿義人傳浪漫（页面存档备份，存于）
- （日語）奇想天外！空想時代活劇「幕末義人傳 浪漫」
- （日語）東京電視台 幕末義人傳 浪漫（页面存档备份，存于）